# Bou Hanifia
Bou Hanifia (în arabă بوحنيفية) este o comună din provincia Mascara, Algeria.
Populația comunei este de 18.576 de locuitori (2008).